# Ferrari 512 BB
La Ferrari 512 BB est une automobile du constructeur italien Ferrari.

## Description
À la fin des années 1960, les voitures GT évoluent vers une position centrale-arrière du moteur. Bien que cette technique soit depuis longtemps utilisée par Ferrari sur ses voitures de compétition, Enzo Ferrari s'entête à fabriquer des GT classiques avec un moteur à l'avant comme la Ferrari 365 Daytona.
En 1971, Ferrari présente sa première GT à moteur central-arrière, la 365 GT4/BB, équipée d'un moteur à 12 cylindres plat. Contrairement à  ce que peut laisser entendre son surnom usuel "berlinetta boxer" donné à ce modèle et à ses déclinaisons successives (BB étant supposé davantage faire référence au double arbre à cames "Berlinetta Bialbero") son moteur n'est pas de configuration boxer. Les manetons du vilebrequin sont  partagés par chaque paire de pistons opposés. L'équilibrage tant en masses qu'en régularité cyclique d'un 12 cylindres à plat ne nécessite pas de manetons décalés, contrairement aux configurations à 2, 4, 6 et 8 cylindres à plat notamment. 
En raison de l'application de nouvelles normes antipollution entrées en vigueur aux États-Unis, la 365 GT4 BB ne peut cependant pas être exportée vers le plus gros marché des GT.
En 1976, Ferrari décide de rendre plus propre sa nouvelle voiture et, ne voulant pas renoncer à la puissance maximale, la dote d'un nouveau moteur dont la cylindrée passe de 4,4 à 5 litres. Elle est nommée BB 512 (ou 512 BB) en référence au modèle de course 512 S, indiquant une cylindrée totale de 5 litres pour 12 cylindres. La puissance est initialement annoncée par Ferrari à 360 ch, puis la marque communiquera 340 ch, soit moins que celle de la 365 GTA/BB, mais à un régime plus bas (6 200 tr/min) et avec une courbe de couple plus plate et un couple maximum plus élevé, facilitant l'exploitation du moteur. 
La production de la 512 BB s'arrête en 1981 avec 929 exemplaires ; elle est remplacée la même année par la Ferrari 512 BBi, équipée d'une alimentation par injection en lieu et place des 4 carburateurs à triple corps de la 512 BB.